# 杉山武彦
杉山 武彦（すぎやま たけひこ、1944年11月26日 - ）は、日本の経済学者。専門は交通経済学。一橋大学名誉教授。文教施設協会会長。
一橋大学学長（第15代）・原子力損害賠償・廃炉等支援機構理事長（初代）・運輸政策研究所所長（第3代）・住友生命取締役・東京メトロ取締役などを歴任した。

## 来歴
東京都生まれの交通経済学者。一橋大学大学院商学研究科修了。指導教官は宮川公男で、宮川ゼミの同期に京都大学名誉教授北畠能房や、アイ・アール ジャパンホールディングス創業者鶴野史朗がいる。中学では演劇部、高校・大学ではラグビー部に所属。後年、秋山富一の後任として第7代一橋大学ラグビー部OB会長を務めた。
一橋大学長や、航空政策研究会理事長、日本交通学会会長、日本海運経済学会会長、日本公益事業学会理事等を歴任。社団法人国立大学協会大学評価委員会委員、国土交通省独立行政法人評価委員会委員、総務省郵政行政審議会委員、社団法人日本ツーリズム産業団体連合会アドバイザー、財団法人日本交通公社理事等を務めた。2006年4月1日から文部科学省教科用図書検定調査審議会会長。2011年8月30日、原子力損害賠償支援機構初代理事長に内定。設立登記を行い、機構の設立にあたった。
2015年、山縣勝見賞功労賞受賞。2020年、瑞宝重光章受章。
門下に竹内健蔵（東京女子大学教授）、二村真理子（東京女子大学教授）、今橋隆（元法政大学教授）、高橋望（関西大学教授）など。

## 学歴
- 1963年3月 東京都立大泉高等学校卒業
- 1968年3月 一橋大学商学部卒業
- 1968年4月 一橋大学大学院商学研究科修士課程入学
- 1970年3月 一橋大学大学院商学研究科修士課程修了
- 1970年4月 一橋大学大学院商学研究科博士課程入学
- 1970年8月～1971年7月 休学し、カーネギーメロン大学大学院に1年間留学
- 1974年3月 一橋大学大学院商学研究科博士課程単位修得退学

## 職歴
- 1974年04月 - 成城大学経済学部専任講師に就任
- 1977年04月 - 一橋大学商学部専任講師に就任
- 1980年04月 - 一橋大学商学部助教授に昇任
- 1986年04月 - 一橋大学商学部教授に昇任
- 1998年08月 - 一橋大学商学部長
- 2001年12月 - 一橋大学副学長
- 2004年12月 - 一橋大学学長
- 2007年11月 - 財団法人春秋育英会理事
- 2010年12月 - 一橋大学学長退任
- 2010年12月 - 成城大学社会イノベーション学部政策イノベーション学科教授に就任
- 2011年5月 - 財団法人運輸政策研究機構副会長・運輸政策研究所所長
- 2011年7月 - 住友生命保険相互会社監査役[9]
- 2011年9月 - 原子力損害賠償支援機構理事長
- 2014年12月 - 原子力損害賠償・廃炉等支援機構理事長
- 2015年6月 - 空港施設株式会社取締役[10]
- 2015年7月 - 住友生命保険相互会社取締役[11]
- 2015年9月 - 原子力損害賠償・廃炉等支援機構理事長 退任
- 2017年6月 - 東京地下鉄株式会社取締役[12]

この間東京工業大学工学部等で教鞭をとる。財団法人運輸調査局理事なども歴任。

## 社会活動
- 航空政策研究会会長
- 運輸省運輸政策審議会総合部会長[13]
- 国土交通省独立行政法人評価委員会委員長代理
- 国土交通省交通政策審議会会長代理[14]
- 国土交通省ご当地ナンバー審査会有識者メンバー
- 国土交通省ナンバープレートのあり方に関する懇談会座長
- 国土交通省物流政策アドバイザリー会議顧問[15]
- 国土交通省新しい総合物流施策大綱の策定に向けた有識者検討委員会委員長
- 国土交通省日本航空の経営改善のための有識者会議座長
- 総務省情報通信行政・郵政行政審議会委員[16]
- 文部科学省評価機関の認証に関する審査委員会専門委員
- 文部科学省教科用図書検定調査審議会会長
- 文部科学省学校施設の在り方に関する調査研究協力者会議主査
- 文部科学省今後の国立大学法人等施設の整備充実に関する調査研究協力者会議主査
- 東京都横田基地軍民共用化に関する検討委員会委員長
- 独立行政法人鉄道建設・運輸施設整備支援機構中期計画推進・フォローアップ審議委員会委員長
- 日本海事センター海運問題研究会総合企画会議会長[13]
- 公益財団法人日本海事センター海運経済問題研究会環境問題委員会委員長
- 公益財団法人日本海事センター総合企画会議委員
- 公益財団法人日本交通公社理事[17]
- 公益財団法人交通エコロジー・モビリティ財団住民主体の環境配慮型地域交通づくりの推進中央支援委員会委員長
- 公益社団法人全日本トラック協会運輸事業振興助成交付金出捐金事業評価機関委員
- 公益社団法人日本ロジスティクスシステム協会副会長[18]
- 公益財団法人小田急財団理事[19]
- 公益財団法人東京海上各務記念財団理事[20]
- 公益財団法人東京海上スポーツ財団理事[21]
- 安全かつ効率的な国際物流施策推進協議会会長[22]
- 一般社団法人日本経済調査協議会葛西委員会委員
- 一般財団法人交通経済研究所評議員[23]
- 公益財団法人高速道路調査会理事長
- 一般財団法人航空保安協会評議員[24]
- 一般財団法人空港環境整備協会評議員
- 一般社団法人文教施設協会会長[25]
- NPO法人ネットワーク日本理事[26]
- グリーン物流パートナーシップ会議世話人
- 海洋立国懇話会顧問[27]
- 一般社団法人空港振興・環境整備支援機構評議員[28]
- 学校法人成城学園評議員[29]

## 学会
- 2005年 - 2007年 日本交通学会会長[13]
- 2005年 - 2010年 海運経済学会会長[13]